# Ulriksfors
Ulriksfors ist ein Ort (småort) in der schwedischen Provinz Jämtlands län und der historischen Provinz Jämtland.
Der Ort in der Gemeinde Strömsund besitzt seit 1912 einen Bahnhof an der Inlandsbahn. In den folgenden Jahren wurde eine Weberei, eine Papierfabrik sowie eine Justizvollzugsanstalt (1957) gegründet. Diese wurde allerdings 1979 wieder geschlossen.
Ulriksfors besitzt ein ausgedehntes Gewerbegebiet.